# Freddie Simpson
Freddie Simpson (* 20. Jahrhundert in Louisville, Kentucky) ist eine US-amerikanische Schauspielerin.

## Leben und Karriere
Freddie Simpson wurde um 1960 als Fredda Marie Simpson in Louisville geboren und wuchs im Norden von Kentucky auf. Bereits als Vierjährige betrieb sie intensiv Sport. Später spielte sie halbprofessionell Softball in Kentucky und Ohio. Freddie Simpson besuchte die University of Kentucky. Vor ihrer Schauspielkarriere arbeitete sie zeitweilig als Model.
Ihr Filmdebüt gab sie 1989 in dem Spielfilm Thunderboat Row. 1992 wurde sie durch ihre Rolle der Ellen Sue Gotlander in der Filmkomödie Eine Klasse für sich neben den Hauptdarstellern Tom Hanks, Geena Davis und Madonna international bekannt. Dieselbe Rolle verkörperte sie in der gleichnamigen Fernseh-Miniserie aus dem Jahr 1993. Seit 2002 ist Freddie Simpson als Filmschauspielerin nicht mehr in Erscheinung getreten.

## Filmografie
- 1989: Thunderboat Row
- 1991: Skinner
- 1992: Eine Klasse für sich (A League of Their Own)
- 1993: Eine Klasse für sich (A League of Their Own) (Fernseh-Miniserie)
- 1996: Tracey Takes On … (Fernsehserie)
- 2002: Blue (Kurzfilm)